# Гераклас

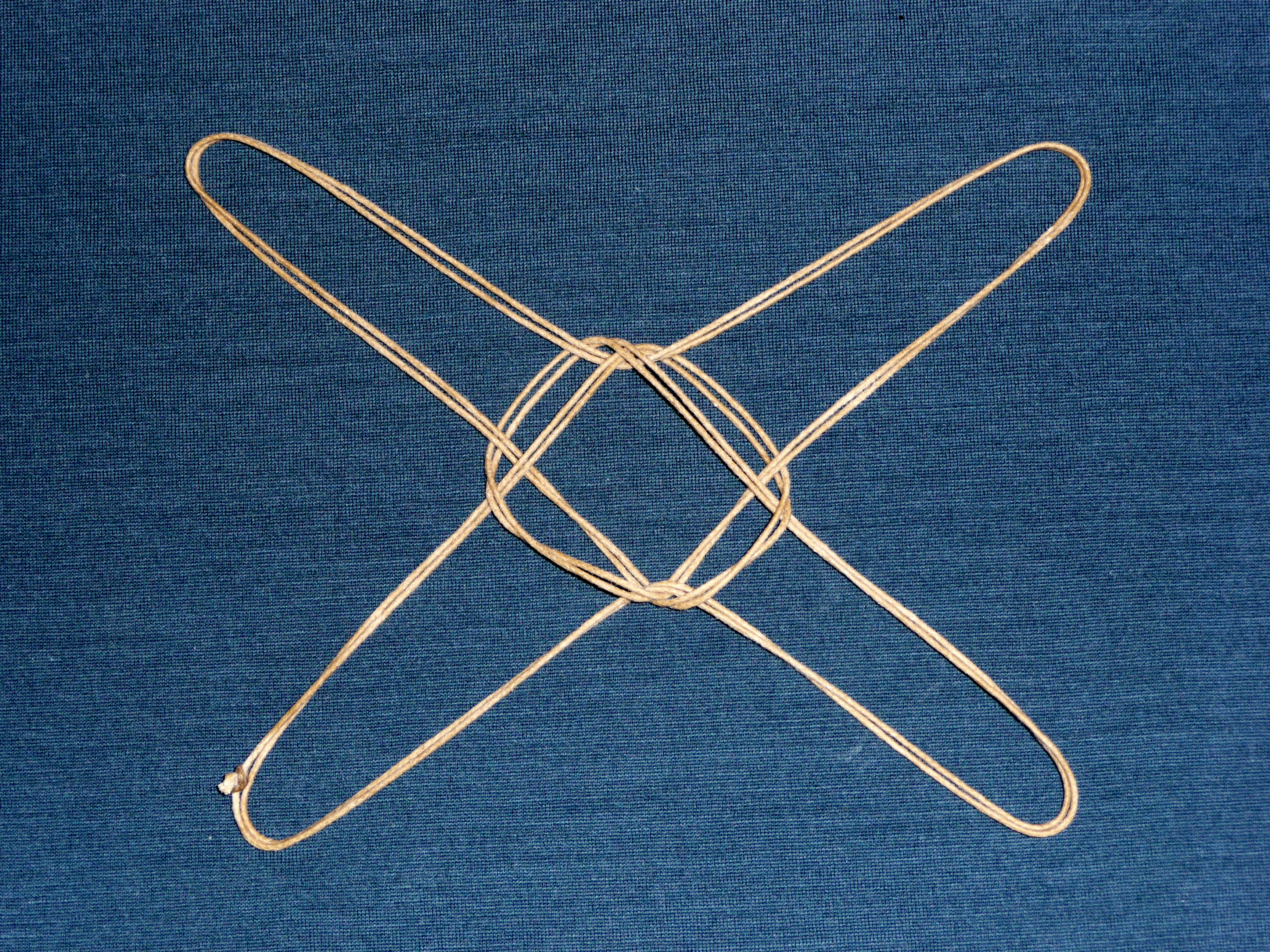
Plinthios Brokhos, пращевидна пов'язка Геракласа XIII, зроблена так само як і нитяна фігурка з давньої гри «ниточка». У австралійських тубільців відома як «Захмарене сонце»

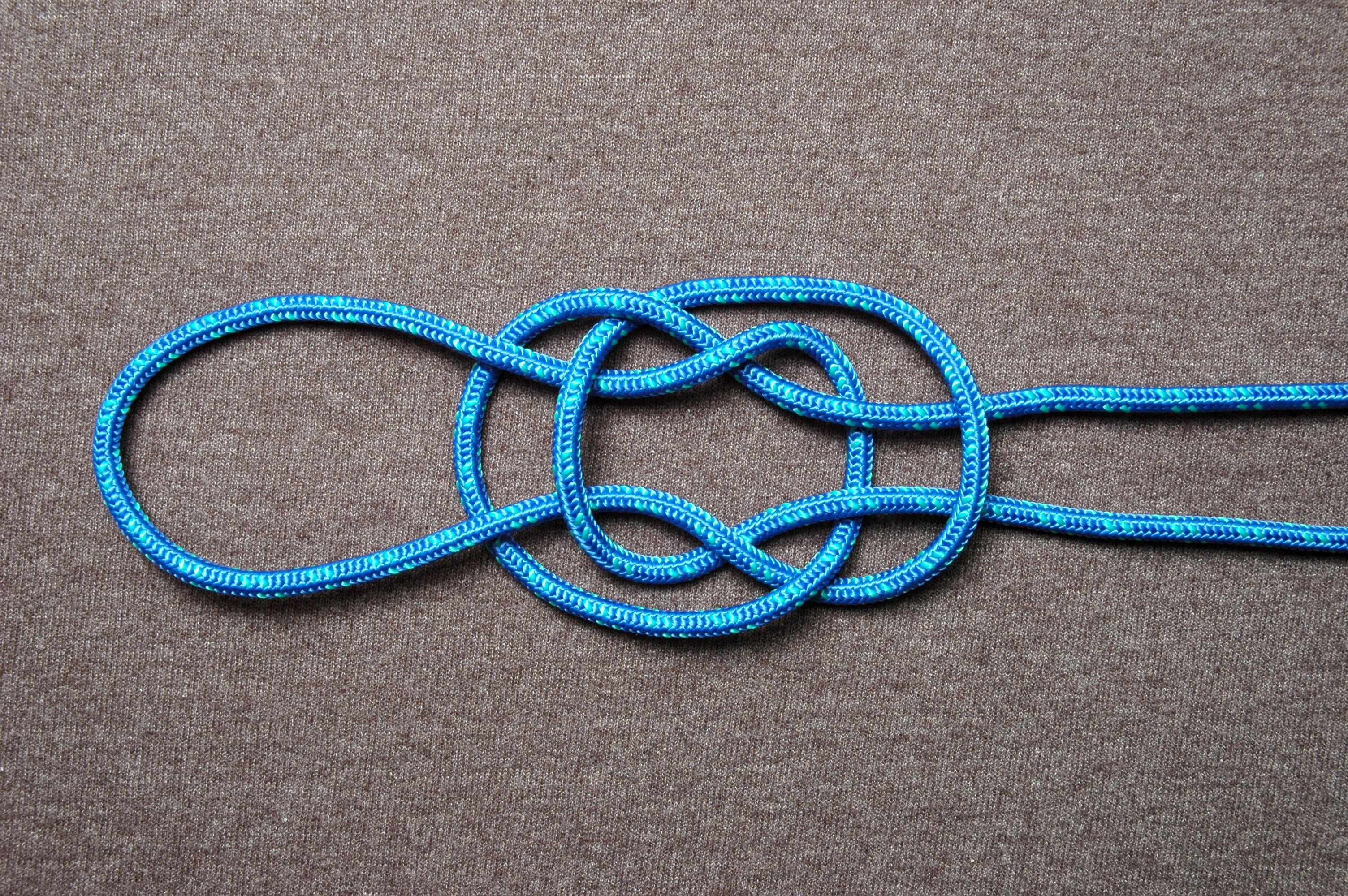
Подвійний пращовий вузол або сучасний

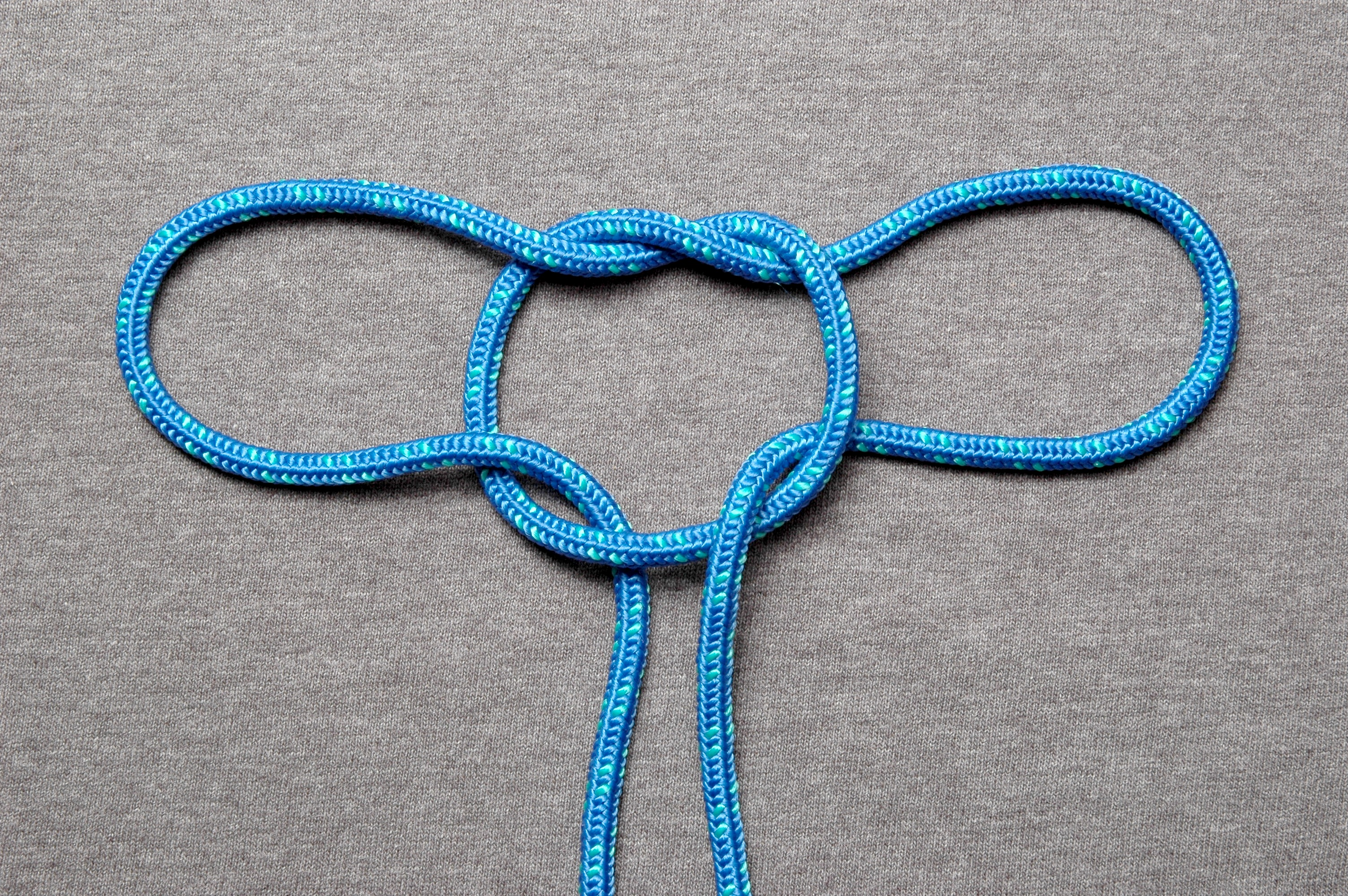
Міжпетельчастий вузол або сучасний

Гераклас — давньогрецький лікар І століття нашої ери, чиї описи хірургічних вузлів і пращевидних пов'язок збереглися у книзі 48 з «Медичної колекції» Орібазія під назвою «З Геракласа» (Εκ των Ηρακλα).

## Вузли Геракласа
Гераклас докладно описав 16 різних вузлів і пращевидних пов'язок, у тому числі найбільш ранні з відомих письмових описів нитяних фігурок. Ілюстрації вузлів були додані пізніше переписувачами доби Ренесансу, які, на думку дослідників, допустили значні помилки і неточності у відтворених малюнках.
Тлумачення вузлів Геракласа зробили сучасні дослідники Яльмар Ервалл, Лоуренс Дж. Міллер і Сірус Л. Дей. Водночас тривають подальші пошуки та уточнення.
Вузли Геракласа зведені у таблицю:
| Глава | Грецька назва                 | Значення                             |
| ----- | ----------------------------- | ------------------------------------ |
| I     | ertos brokhos                 | простий вузол                        |
| II    | nautikos brokhos              | морський вузол                       |
| III   | khiestos brokhos              | схрещений вузол                      |
| IV    | boukolikos brokhos            | сільський вузол                      |
| V     | drakon brokhos                | драконій вузол                       |
| VI    | haploun hamma brokhos         | вузол з однією петлею                |
| VII   | lykos brokhos                 | вовчий вузол                         |
| VIII  | herakleotikon hamma           | вузол Геракла                        |
| IX    | haplous karkhesios brokhos    | пращовий вузол                       |
| X-XII | diplous karkhesios brokhos    | подвійний пращовий вузол             |
| XIII  | tetrakyklos plinthios brokhos | чотирипетельчастий прямокутний вузол |
| XIV   | epankylotos brokhos           | міжпетельчастий вузол                |
| XV    | ota brokhos                   | вушний вузол                         |
| XVI   | diankylos brokhos             | двопетельчастий вузол                |
| XVII  | ankhon brokhos                | дросельний вузол                     |
| XVIII | hyperbatos brokhos            | транспонований вузол                 |